# Могильницький Іван

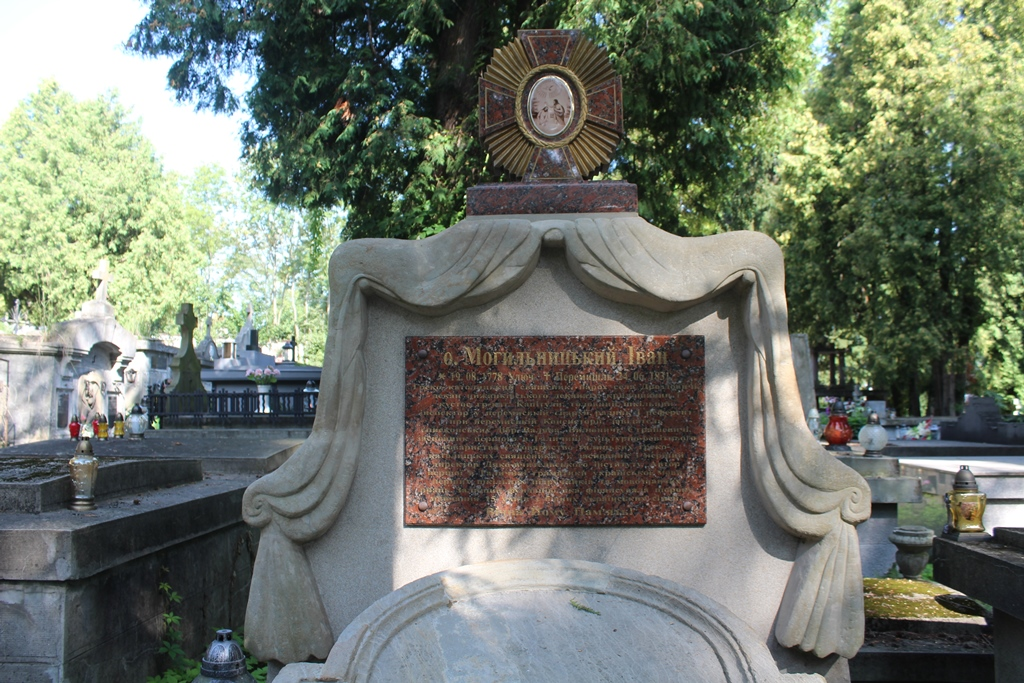
Могила о. Івана Могильницького на кладовищі у Перемишлі (вул. Словацького, поле 19)

Отець Іва́н Могильни́цький (19 серпня 1778, Улюч (тепер с. Березівського повіту Підкарпатського воєводства) — 24 червня 1831, Перемишль) — український освітній і церковний діяч, вчений-філолог, крилошанин, кустош Перемишльської капітули УГКЦ з 1817 р., опікун шкіл Перемишльської єпархії, один з провісників національного відродження в Галичині.

## Життєпис
Народився 19 серпня 1778 року в сім'ї греко-католицького пароха Василя Могильницького і Пелагії з роду Бачинських у с. Улюч, нині Польща.
Після закінчення місцевої парафіяльної школи продовжував освіту в Перемишльській гімназії, яку закінчив 1795 р. з відзнакою. Протягом 1795–1800 рр. навчався у на теологічному факультеті Львівського університету.
5 жовтня 1800 р одружився з Анною Марцінкевич (родом зі с. Боляновичі Мостиського повіту), дітей подружжя не мало.

### Священича діяльність
18 січня 1800 р. прийняв дияконські свячення, a 21 січня того ж року був висвячений перемишльським єпископом Антонієм (Ангеловичем) у священники. Душпастирську працю розпочав 28 березня 1801 р. як адміністратор парафії Дроздовичі Нижанківського деканату (нині Старосамбірський р-н, Львівська обл). 21 лютого 1807 р. став деканом нижанківським. Під час канонічної візитації у 1814 р. єпископ Михайло (Левицький) позитивно оцінив працю молодого отця-декана, як зразкового душпастиря, котрий дбає про виховання дітей та молоді.
13 травня 1817 р. був номінований греміальним крилошанином і кустошем Перемишльської капітули, а також радником Консисторії.

### Просвітництво

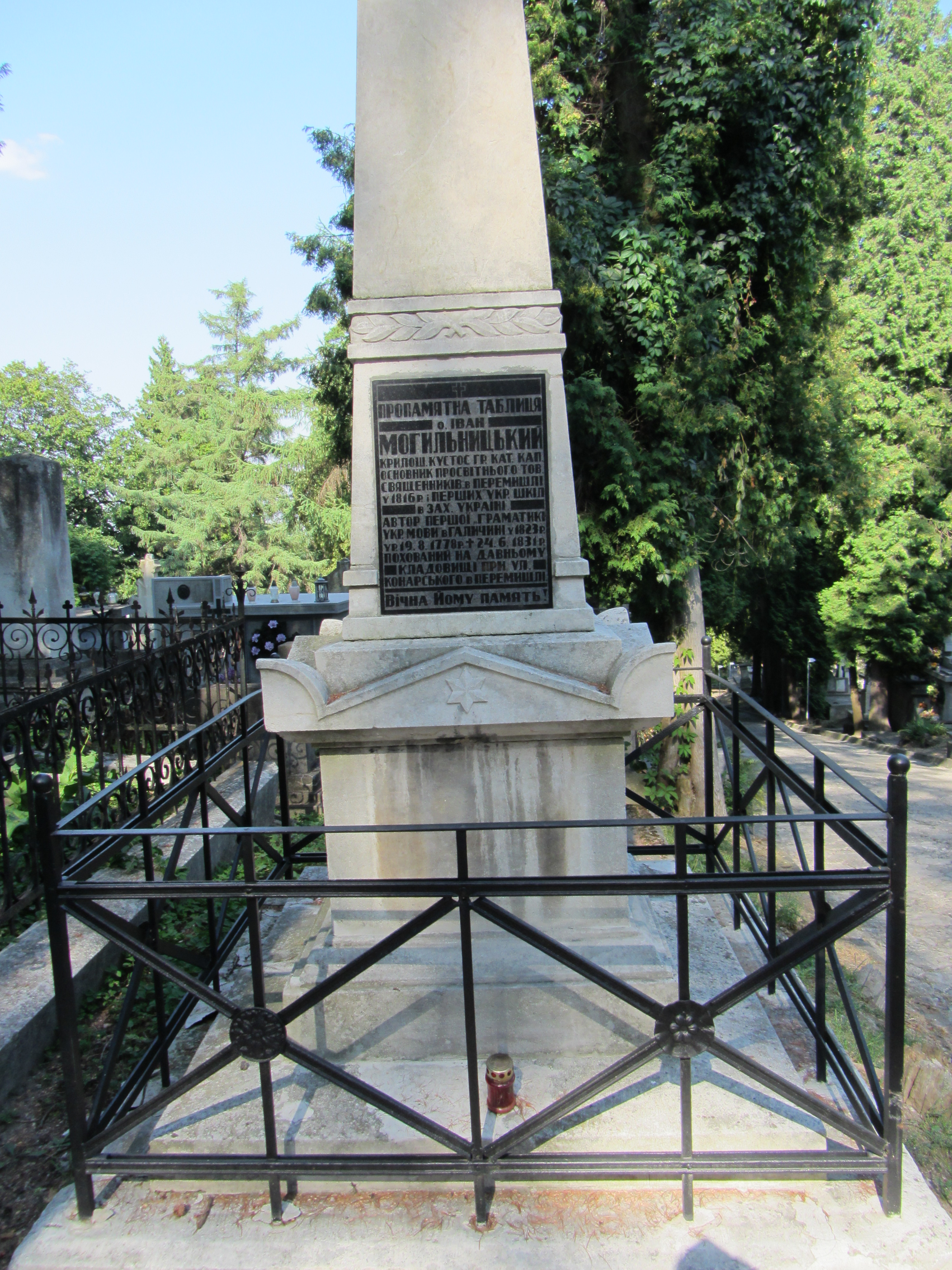
Пропам'ятна таблиця о. Івану Могильницькому встановлена на могилі о. проф. Лукашевського, Перемишль

І. Могильницький провадив активну просвітницьку діяльність на теренах свого деканату — засновував при церквах школи, фінансово підтримував навчання дітей з убогих родин. У Дроздовичах 1806 р. за його клопотанням було організовано першу в окрузі народну школу.
Найбільші здобутки Могильницького є в освіті та катехизації. В 1815 р. видав в Королівському Університеті в Буді катехизм «Наука християнська в справі звичного катехизму для парафіяльних дітей» з благословення його Преосвященства Михайла Левицького, єпископа перемишльського, самбірського і сяноцького, видана друком в місті Буда, в Пештанській школі.
Дискусія на тему шляхів формування української літературної мови в Галичині привернула увагу знаного словенського мовознавця Є. В. Копітара, який розмістив у Відні на сторінках «Wiener allgemeine Literatur-Zeitung» від 5.11.1816 схвальну рецензію про мовні особливості катехизму «Russniakishe Literatur». Є. Копітар заохочував о. Могильницького до подальшої праці в галузі мовознавства, підкреслюючи факт окремішності української мови від інших слов'янських мов.
Іван Могильницький був послідовником розвитку української літературної мови, що базувалася на «живій мові народу», перший серед греко-католиків в Галичині почав виголошувати проповіді народною мовою. Коли в 1821 р. Галицька губернія виступила проти видання греко-католицького циркуляра «руською мовою», він написав меморіал до імператорського двору, в якому доводив, що руська мова не є поєднанням польської і російської, і не є діалектом якоїсь з цих мов, а є окремою слов'янською мовою. А також він є автором «Букваря славено-руського язика» (вид. 1816, 1817, 1819, 1826, 1827 рр.) — «Буквар славено-руського язика за благословенням і повелінням його преосвященства Михайла Левицького, архієпископа львівського, митрополита галицького, єпископа камянецького, перемишльського, самбірського і сяноцького, для навчання посполитої молоді в школах парафіяльних. Видана друком у Пештанському королівському університеті в місті Буда».
У 1823 р. написав першу граматику української мови в Галичині — «Граматика язика словено-руського». У передмові — статті «Відомість о руськім язиці» першим серед західноукраїнських мовознавців обґрунтував положення про самостійність і самобутність української мови. Цим спростовував поширені у той час помилкові уявлення про українську мову як діалект польської або російської мови та аргументовано визначив її як одну з реально існуючих східнослов'янських мов. Підкреслював зокрема її «урядовий» характер за часів польсько-литовського панування, відмінність від «інших гілок слов'янських мов, особливо від церковнослов'янської, польської та великоросійської», спільні риси у вжитку «в усіх руських землях, відомих колись під ім'ям Малої та Червоної Русі», необхідність розвитку літератури народною мовою тощо. Цією статтею «відбив нову атаку намісництва проти вживання української мови» (І. Франко). У 1829 р. опублікував на сторінках «Czasopism Naukowy Księgozbioru Publicznego imienia Ossolińskich» (Наукового журналу публічної бібліотеки імені Оссолінських) цю статтю у польському перекладі «Rozprawa o języku ruskim». У 1848 р. у окремою брошурою вийшов тільки вступ до цієї граматики — «Стаття про руську мову» (у 1838 р. вона також була видана в Петербурзі російською мовою). У 1857 р. увійшла до «Записок о Южной Руси» П. Куліша під назвою «О древности и самобытности южно-русскаго языка». Це була одна з перших наукових робіт присвячена мові галицьких українців, що справила значний вплив на подальші студії у цій галузі.

### Релігійно-громадська діяльність
1816 р. під опікою Михайла Левицького І. Могильницький створив у Перемишлі першу на західноукраїнських землях культурно-освітню громадську організацію «Товариство галицьких греко-католицьких священиків для поширення письма просвіти і культури серед вірних», яка ставила собі за мету видання українських загальноосвітніх та релігійних книжок. Організація проіснувала до середини 1817 р.; припинила існування під тиском католицького духівництва — поляків та монахів василіан. Уклав «Статут» товариства — «важливий документ для історії нашого національного розвитку» (І. Франко).
Після заснування в Перемишлі в (25 квітня) 1817 р. «Заведение певческо-учительное» тобто Дяко-вчительський інститут, став його першим директором і викладачем предмету логіки. «Статут», укладений Могильницьким, був затверджений цісарським едиктом від 24 серпня 1818 р. Третій синод Перемишльської єпархії 8 травня 1818 р. схвалив пропозиції І. Могильницького щодо структури Інституту та основних принципів функціонування та фінансування. У першому шкільному році 1818–1819 вивчали шість предметів, серед яких був «український (руський) правопис». На потреби цього Інституту ним був перекладений з німецької мови на українську підручник логіки «Логическая наставленія», рукопис якого до тепер зберігається в Перемишльському Державному Архіві.
З 1817 р. — інспектор шкіл Перемишльської єпархії УГКЦ. Під час інспекторської діяльності домагався поширення мережі українських народних шкіл.
У 1817 р. став послом до Галицького станового сейму від Перемишльської греко-католицької єпархії

Герб Могильницькі II

Незважаючи на те, що він не належав до шляхти, був удостоєний шляхетського титулу «Ritter von» (герб «Mogilnicki II») імператорським дипломом.
Іван Могильницький у своєму заповіті передав у власність Капітули кам'яницю, яка знаходилась в м. Перемишлі на Ринку під № 2. Доходи з кам'яниці були призначені на стипендії для 15 талановитих гімназистів з бідних родин, а також сиріт дітей греко-католицьких священиків. Цей заповіт дав початок заснування фундації його імені. А всі свої книги Могильницький передав новоствореній бібліотеці греко-католицької Перемишльської капітули.

### Вшанування пам'яті
Помер на 53 році життя під час епідемії холери і був похований на старому цвинтарі в Перемишлі біля вулиці С. Конарського. Після ліквідації цвинтарю в 1902 р., його останки були перенесені на новий цвинтар біля вулиці Словацького (повторне поховання відбулося 4.08.1902 р.). Кам'яна нагробна плита, яка була встановлена одразу після його смерті дружиною Анною, збереглась до сьогодні. Але в часи Другої світової війни інформація де саме знаходиться нова могила Могильницького була втрачена. У 1960-70-х рр. митратом о. Василем Гриником та Володимиром Пайташем проводилися пошуки місця поховання крилошанина, але безуспішно, тому наслідком стало встановлення лише пропам'ятної таблиці на могилі о. проф. Лукашевського, що знаходиться поблизу цвинтарної каплиці. Але ініціативою Богдана Білого, архівіста Архієпархіального архіву архиєпархії Перемишлько-Варшавської, пошуки могили о. Івана Могильницького було відновлено на початку 2000-х рр. і вдалося її віднайти. Надгробна плита була реставрована Є. Заваленем, а архітектор Ю. Левосюк створив новий проект, зберігши давній надмогильний камінь. 4 липня 2005 р. відбулося урочисте відкриття і посвячення відновленої могили о. Могильницького, яке провадив митрополит Іван Мартиняк.